# Wack I
Wack I est un village de la commune de Mbe situé dans la région de l'Adamaoua et le département de la Vina au Cameroun.

## Population
En 2014, Wack I comptait 2 180 habitants dont 800 hommes et 1380 femmes. En termes d'enfants, le village comptait 233 nourrissons (0-35 mois), 368 nourrissons (0-59 mois), 137 enfants (4-5 ans), 510 enfants (6-14 ans), 403 adolescents (12-19 ans), 756 jeunes (15-34 ans).

## Ressources naturelles
Quatre forages dont deux fonctionnels et trois puits dont un fonctionnel pour accéder à l'eau sont présents au sein du village.

## Éducation
345 élèves dont 157 filles et 188 garçons vont à l'école de Wack I. Quatre enseignants dont trois maîtres parents et un contractuels donnent les cours aux enfants.

## Personnalités liées
- Jean Koulagna (1967-), écrivain et théologien.